# Giryta szwedzka
Giryta (X wiek) – legendarna księżniczka szwedzka i królowa duńska, żona króla Haralda Sinozębego.

## Życiorys
Małżeństwo Giryty i Haralda odnotował wyłącznie trzynastowieczny kronikarz Saxo Gramatyk, który poświadcza, jakoby szwedzki książę Styrbjörn Silny, po zasięgnięciu pomocy od króla duńskiego Haralda Sinozębego oddał mu swą siostrę Girytę jako małżonkę. Wiarygodność tego przekazu nie została potwierdzona, więc uważa się Girytę za domniemaną żonę tegoż księcia. Jeżeli małżeństwo doszło do skutku, Giryta była najprawdopodobniej trzecią żoną Haralda. Nieznane jest potomstwo z tego związku.